# إليزابيث بولين
الليدي  إليزابيث بولين  (1480 - 3 أبريل 1538)، كونتيسة ويلتشير، وأكبر بنات توماس هوارد دوق نورفولك الثاني، وزوجته الأولى إليزابيث تيلني. بزواجها من توماس بولين، أصبحت تحمل ألقاب كونتيسة ويلتشير وأرموند وفيكونتيس روتشفورد. إليزابيث هي والدة آن بولين الزوجة الثانية للملك هنري الثامن ملك إنجلترا، وجدة الملكة إليزابيث الأولى ملكة إنجلترا، وكذلك هي عمة الملكة كاثرين هوارد الزوجة الخامسة لهنري الثامن.